# 田舎押領使一家
『田舎押領使一家』（いなかおうりょうしいっか）は、日本の漫画家・尼子騒兵衛のデビュー作。集英社の漫画雑誌『別冊マーガレット』1979年9月号の「まんがスクールデビューコーナー」に掲載。別マ少女まんがスクール第127回努力賞を受賞した。作品は8頁。

## ストーリー
平安時代の田舎。押領使（平安時代の警察、と紹介される）が、旅の行き倒れの貴族男性を発見し、兄に知らせる。妻の尻に敷かれている押領使は貴族を自宅に連れ帰る。所持品を山賊に奪われた貴族は、押領使に山賊退治をするよう迫る。山賊の所持する金品をあてにした妻に背を押され、押領使と貴族は山賊退治に出発。心配した妻は薙刀を持って、子どもたちと共に援護へ行き、山賊を捕まえる。のちに都へ帰った貴族から、従五位の位を与えるので都へ来るように、と手紙が届く。貴族の風采の上がらなさに一抹の不安を覚える押領使一家だったが、ともあれハッピーエンド。

## 解説
『別冊マーガレット』1979年9月号（「増ページ特大号」）に掲載。考証に基づく精緻な描写とコミカルなキャラクターを融合させた作品であり、当時の少女ギャグ漫画としては、素材・主題ともに異例である。
「別マ少女まんがスクール第135回発表と募集」の「今月のデビューコーナー」（p.459）において、尼子騒兵衛の自己紹介と、評が掲載されている。尼子騒兵衛は自己紹介として中学2年に漫画を描き始めたこと、歴史が好きで、周囲から「変人」と呼ばれつつ時代劇ばかりを描いていることの自負を記述している。
作品に対して編集部の「評」は、題材や絵のタッチなどを「まさに異色作」としつつ、ギャグまんがとしては「もっともっと底抜けにゆかいなアイディアがほしい」、歴史ものへの傾倒については時代設定についても読者に理解されにくいのではないかとして「この傾向ばかりにかたくなにならず"読んでわかりやすくおもしろいまんが"の追求をしてほしい」をコメントしている。また、鬼丸ちひろも、絵（デッサン力や描線の丁寧さ）やストーリーが個性的であり、それらを自己のものとしていることを評価しつつ、ギャグまんがとしては描線が細いのではないか、ストーリーも「おちつきすぎ」でもっと羽目を外してよいと思う、との評言を寄せている。
単行本には長らく未収録であったが、『尼子騒兵衛作品集』（玄光社、2022年）に原稿が掲載されている。